# Bennettkrähe
Die Bennettkrähe (Corvus bennetti) ist ein Vogel aus der Gattung der Raben und Krähen (Corvus). Sie kommt ausschließlich in Australien und einigen vor der australischen Küste liegenden Inseln vor. Sie ist die kleinste der in Australien vorkommenden Corvus-Arten, was jedoch nur bei direktem Vergleich auffällt.
Bennettkrähen verwerten eine große Bandbreite an Nahrungsquellen und sind in ihren Lebensraumansprüchen sehr anpassungsfähig. Die IUCN stuft ihre Bestandssituation als ungefährdet (least concern) ein. Es werden keine Unterarten unterschieden.

## Merkmale

### Körperbau und Farbgebung

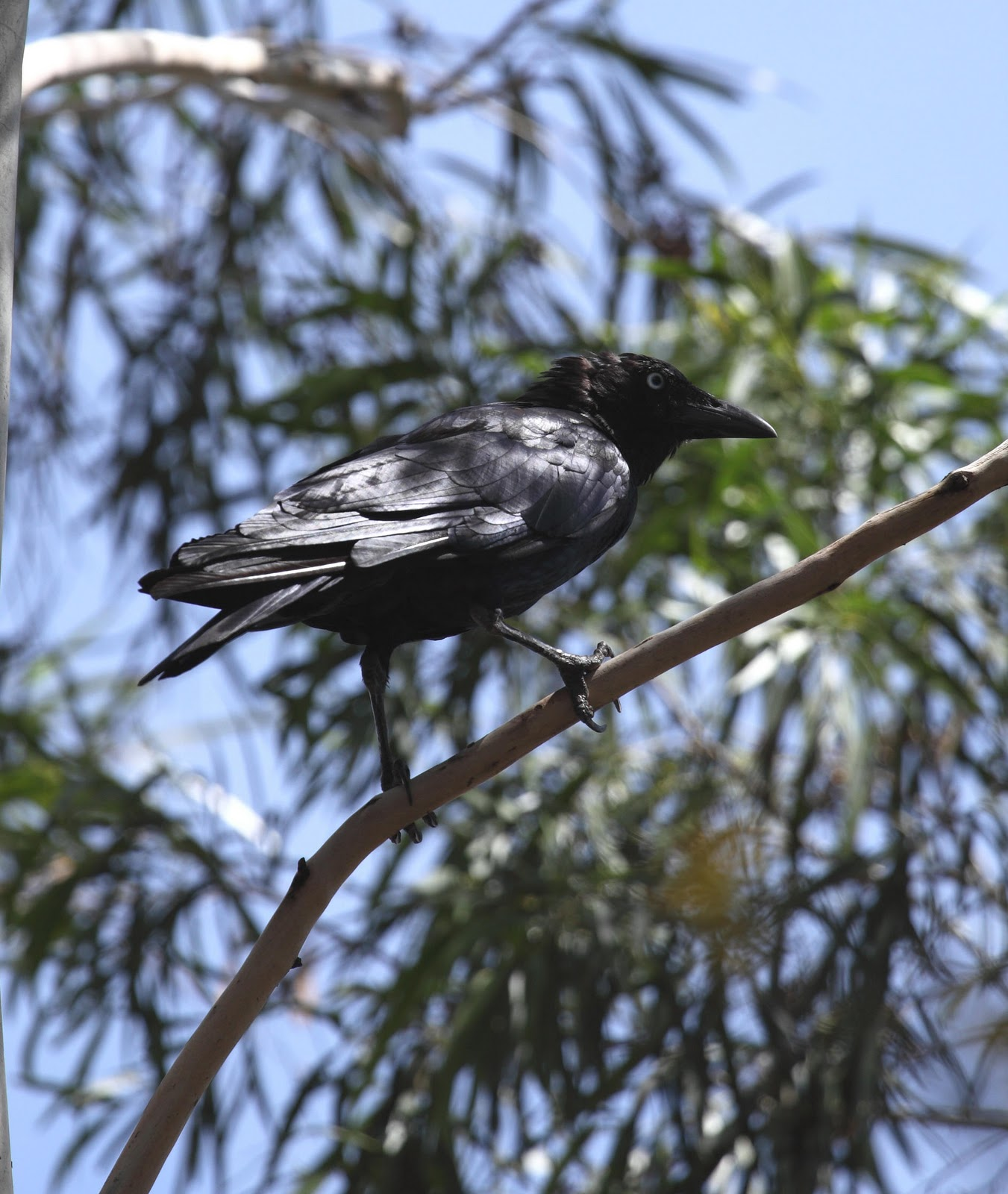
Bennettkrähe

Zwischen den Geschlechtern der Bennettkrähe besteht weder in der Gefiederfärbung noch im Körperbau ein Dimorphismus, gleiches gilt für Jung- und Altvögel.
Die Bennettkrähe erreicht eine Körperlänge von 44 bis 48 cm. Der Schnabel ist 48,8–54,7 mm lang. Sie hat eine Flügellänge von 292–341 mm, ihr Schwanz misst 160–200 mm.  Das Gewicht liegt zwischen 330 und 485 g. Sie ist damit deutlich kleiner als die Neuhollandkrähe, die in Australien am weitesten verbreitete Corvus-Art.
Das Gefieder der Bennettkrähe ist einheitlich schwarz. Das Gefieder an Kopf, Hals, Körperoberseite, Brust, Flanken sowie das Gefieder der Unterschwanzdecken glänzt schwarz. Der Schimmer reicht von einem metallischen Grün auf den Ohrendecken bis zu einem blauvioletten Schimmer auf den übrigen Körperteilen. Die Intensität des Schimmers hängt dabei stark vom Lichteinfall ab.  Die Körperunterseite ist mattschwarz. Vögel mit abgenutztem Gefieder kurz vor der Mauser können insgesamt etwas bräunlicher wirken. Die Federn an Kinn und Kehle sind nur geringfügig etwas länger als die übrigen Federn.
Die Federn haben alle eine weiße Federbasis, schwarz sind die Federn lediglich ab der Mitte der Federlänge. Bei lebenden Vögeln ist diese Federbasis sichtbar, wenn starker Wind die Federn auseinander bläst.
Der Schnabel ist schwarz, beim Oberschnabel ist das hintere Drittel inklusive der Nasenlöcher von Borstenfedern bedeckt. Bei adulten Vögeln ist die Iris weißlich mit einem hellblauen inneren Ring. Die Beine und die Füße sind schwarz.

### Jungvögel
Jungvögel sind deutlich kleiner als die adulten Vögel. Der Schnabel ist bei ihnen auffallend kürzer. Das Gefieder glänzt noch nicht so stark wie bei den adulten Vögeln und wirkt etwas bräunlich. Der Schnabel ist bei ihnen bereits wie bei den adulten Vögeln schwarz, jedoch ist das Schnabelinnere rosa. Die Iris ist blaugrau.

## Verwechslungsmöglichkeiten
In Australien kommen die Corvus-Arten Gesellschaftskrähe, Neuhollandkrähe, Tasmankrähe und die Torreskrähe vor, die bei Feldbeobachtungen schwierig von der Bennettkrähe zu unterscheiden sind.  Drei der Arten, nämlich Gesellschaftskrähe, Tasmankrähe und Neuhollandkrähe, haben an Kinn und Kehle auffällig verlängerte Federn, was bei der Bennettkrähe nicht so stark ausgebildet ist.
Als sicherstes Unterscheidungsmerkmal zwischen den einzelnen Arten gilt der Ruf.

## Verbreitungsgebiet und Lebensraum

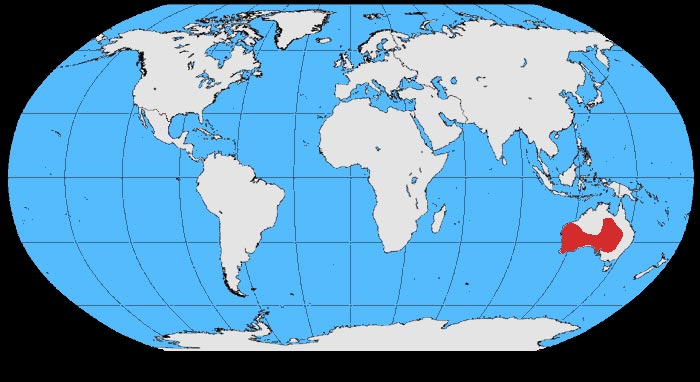
Verbreitungsgebiet der Bennettkrähe

Das Verbreitungsgebiet der Bennettkrähe erstreckt sich über den größten Teil des australischen Kontinents. Sie fehlt im äußersten Norden und in einem breiten Streifen entlang der australischen Ostküste. Sie gehört vermutlich zu den Arten, die von der europäischen Besiedelung des australischen Kontinents und der darauf folgenden Abholzung von Wäldern zugunsten von Agrarland profitiert haben. So ist sie heute häufiger vor allem im Westen Australiens anzutreffen.
Der Lebensraum der Bennettkrähe sind lichte, trockene Wald- und Buschgebiete. Sie kommt vor allem in der Mallee mit ihren niedrigen Eukalyptus- und Akazienarten vor, ist allerdings nicht auf Vegetationsform begrenzt.

## Nahrung
Die Bennettkrähe ist ein opportunistischer Allesfresser. Sie deckt jedoch einen Großteil ihres Nahrungsbedarfes mit Insekten und anderen Wirbellosen ab. Daneben frisst sie auch kleine Wirbeltiere, darunter Reptilien wie Eidechsen und Frösche, daneben auch kleinere Vogelarten sowie Eier und Nestlinge. Aas spielt in ihrer Ernährung gleichfalls eine Rolle, wobei sie allerdings häufiger vor allem an frischen Kadavern zu sehen ist. Daneben frisst sie auch Früchte und Getreide. Die Nahrungszusammensetzung variiert saisonal auf Grund der unterschiedlichen Verfügbarkeit.

## Trivia
Der Tropfenlaubenvogel, der abgesehen von dem im tropischen Nordaustralien vorkommenden Graulaubenvogel, der einzige Laubenvogel mit einem westaustralischen Verbreitungsgebiet ist, ahmt unter anderem die Rufe der Bennettkrähe nach.